# Pablo Escobar
Pablo Emilio Escobar Gaviria ( / ɛ s k o b ɑːr /, spansk: [ˈpaβlo eˈmiljo eskoˈβaɾ ɣaˈβiɾja]; 1. december 1949 – 2. december 1993) var en colombiansk narkobaron og narkotikaterrorist. Det anslås, at hans kartel leverede 80 % af den kokain, der blev smuglet ind i USA, mens han var på toppen af sin karriere. Da tjente han over 21,9 milliarder dollars om året og var en af verdens rigeste. Han blev ofte kaldt "Kongen af kokain" og var den rigeste kriminelle gennem historien, med en estimeret kendt formue på 25-30 milliarder dollar i begyndelsen af 1990'erne (svarende til 48,5-58 milliarder dollars i 2018).
Escobar blev født i Rionegro, Colombia, og voksede op i det nærliggende Medellín, hvor han kort studerede på Universidad Autónoma Latinoamericana, men stoppede, inden han fik en universitetsgrad. Han indledte sin kriminellle løbebane med biltyverier, smugling af cigaretter og salg af falske lotterisedler. I 1970'erne begyndte han at arbejde for forskellige smuglere, der ofte kidnappede folk og krævede løsepenge. Siden slog han sig på salg af pulverkokain og etablerede de første smugleruter i USA i 1975. USA's narkotikamarked voksede eksponentielt på grund af den stigende efterspørgsel efter kokain, og i 1980'erne blev anslået 70-80 tons kokain afsendt fra Colombia til USA hver måned. Escobars narkotikanetværk var kendt som Medellín-kartellet. Magtkampe med rivaliserende karteller i ind-og udland førte til massakrer og mord på politifolk, dommere, lokalbefolkning og fremtrædende politikere.
Ved valget i 1982 blev Escobar valgt som suppleant til repræsentantskabet for Colombia som en del af Liberal Alternative Movement. Han sørgede for, at der blev bygget huse og anlagt fodboldbaner i det vestlige Colombia, hvilket gjorde ham populær i lokalbefolkningen. Men Colombia blev "verdensmorderens hovedstad", og Escobar blev eftersøgt af de colombianske og amerikanske myndigheder. I 1993 døde Escobar af skud efter en lang politijagt, én dag efter hans 44 års fødselsdag.

## Tidligt liv
Pablo Emilio Escobar Gaviria blev født den 1. december 1949, i Rionegro, i Antioquia Department i Colombia. Han var den tredje af syv børn af bonden Abel de Jesús Dari Escobar Echeverri (1910-2001) og hans kone Hemilda de los Dolores Gaviria Berrío (død 2006), en grundskolelærerinde. Escobar er opvokset i den nærliggende by Medellín, og allerede som teenager var kriminalitet hans genvej til penge. Blandt andet stjal han gravsten og sleb dem ned, inden de blev afsat til lokale smuglere. Hans bror, Roberto Escobar, benægter dog dette og hævder, at gravstenene kom fra kirkegårdsejere, og at stenene stammede fra grave, der blev sløjfet, fordi ingen længere ville betale for deres vedligehold. Escobars søn Sebastián Marroquín hævder, at hans fars forfald til forbrydelse begyndte med en succesfuld praksis med at sælge forfalskede gymnasiale eksamensbeviser, hvor han forfalskede dem, der blev udstedt af Universidad Autónoma Latinoamericana i Medellín.
Escobar blev efterhånden involveret i mange kriminelle aktiviteter med Oscar Benel Aguirre, hvor duoen stod bag småsvindel på gaderne, solgte smuglercigaretter, falske lotterisedler og stjal biler. I begyndelsen af 1970'erne, før han kom ind i narkotikahandlen, optrådte Escobar som tyv og livvagt. Han hævdede at have fået 100.000 dollars i løsepenge for en kidnappet Medellín-leder. Escobar begyndte at arbejde for Alvaro Prieto, en smugler, der opererede omkring Medellín, med det formål at opfylde en barndomsambition om at have en formue på 1 million colombianske dollars, inden han blev 22 år. Escobar vides som 26-årig at have haft en bankkonto med 100 millioner colombianske dollars, mere end 3 millioner amerikanske dollars.

## Kriminelle karriere

### Kokainhandel
I The Accountant's Story diskuterer Roberto Escobar måden, hvorpå Pablo steg fra sin simple middelklassebaggrund til at blive en af verdens rigeste mænd. Fra 1975 begyndte Pablo at udvikle sin kokainoperation, og fløj ud flere gange, primært mellem Colombia og Panama, langs smugleruter ind i USA. Da han senere købte 15 større fly, herunder et Learjet og seks helikoptere, ifølge hans søn, døde en kær ven af Pablo under landingen af et fly, og flyet blev ødelagt. Pablo rekonstruerede flyet fra de skrotdele, der var tilbage, og hængte det senere over porten til sin ranch ved Hacienda Nápoles.
I maj 1976 blev Escobar og flere af hans mænd anholdt og fundet i besiddelse af 18 kilo hvid pasta, da de forsøgte at vende tilbage til Medellín med en tung last fra Ecuador. Pablo forsøgte oprindeligt at bestikke dommerne i Medellín, som var ved at skabe en sag mod ham, og det lykkedes ikke. Efter mange måneders juridisk tovtrækkeri bestilte han et mord på de to betjente, der anholdt ham, og sagen blev senere droppet. Roberto Escobar beskriver dette som det punkt, hvor Pablo begyndte sit mønster for at håndtere myndighederne ved enten bestikkelse eller mord.
Roberto Escobar hævder, at Pablo kom ind i narkotikaindustrien, simpelthen fordi andre former for smugling blev for farlige at flytte rundt. Da der ikke var nogen narkotikakarteller , og kun nogle få narkobaroner, så Pablo det som et uudnyttet område, som han ønskede at gøre til sin eget. I Peru købte Pablo kokainpastaen, som derefter blev raffineret i et laboratorium i et to-etagers hus i Medellín. På sin første tur købte Pablo 14 kilo pasta i, hvad der blev anset som det første skridt i retning af at opbygge sit imperium. Først smuglede han kokainen i gamle flydæk, og en pilot kunne tjene op til 500.000 amerikanske dollars pr. flyvning, afhængigt af den smuglede mængde.

### Vejen til fremtrædenhed
Efterhånden voksede efterspørgslen efter kokain kraftigt i USA, og Escobar organiserede flere smuglingforsendelser, ruter og distributionsnet i South Florida, Californien og andre dele af landet. Han og kartelmedstifter Carlos Lehder arbejdede sammen om at udvikle et nyt overførselssted i Bahamas, en ø kaldet Normans Cay omkring 350 km sydøst for Florida kysten. Ifølge sin bror købte Escobar ikke Normans Cay; det var i stedet kun Lehders interesse. Escobar og Robert Vesco købte det meste af landet på øen, hvilket omfattede en flyveplads med en 1 kilometer lang landingsbane, en havn, et hotel, huse, både og fly, og de opbyggede et kølehus til opbevaring af kokain. Fra 1978 til 1982 blev dette brugt som en central smuglerute for Medellín-kartellet. Med de enorme overskud, der blev genereret af denne rute, kunne Escobar snart købe 20 km2 jord i Antioquia for flere millioner dollars, hvor han byggede Hacienda Nápoles. Det luksuriøse hus, han skabte, indeholdt en zoologisk have, en sø, en skulpturhave, en privat tyrefægterarena og andre afledninger til sin familie og kartellet.
På et tidspunkt blev det anslået at 70 til 80 tons kokain blev afsendt fra Colombia til USA hver måned. I midten af 1980'erne fragtede Medellín Cartel, på toppen deres magt, så meget som 11 tons pr. flyvning i jetliners til USA (den største lastning afsendt af Escobar var 23.133 kg blandet med fiskepasta og afsendt via båd, som bekræftet af hans bror i bogen Escobar ). Roberto Escobar hævdede også, at hans bror, ud over at bruge fly, brugte to små ubåde til at transportere de massive laster.

### Etableret narkotikanetværk
I 1982 blev Escobar valgt som suppleant repræsentanternes hus som medlem af en lille bevægelse kaldet Liberal Alternative. Tidligere i kampagnen var han kandidat til for den Liberale fornyelsesbevægelse, men måtte forlade den på grund af Luis Carlos Galáns hårde modstand, hvis præsidentkampagne blev støttet af netop den Liberale fornyelsesbevægelse.  Escobar var den officielle repræsentant for den colombianske regering ved indsættelsen af Felipe González i Spanien.
Escobar blev hurtigt kendt internationalt, da hans narkotikanetværk blev berygtet; Medellín kartellet kontrollerede en stor del af de stoffer, der kom ind i USA, Mexico, Puerto Rico, Den Dominikanske Republik, Venezuela og Spanien. Produktionsprocessen blev også ændret, med coca fra Bolivia og Peru, der erstattede coca fra Colombia, som begyndte at blive betragtet som dårligere kvalitet end coca fra nabolandene. Efterhånden som efterspørgslen efter mere og bedre kokain voksede, begyndte Escobar at arbejde sammen med Roberto Suárez Goméz, der bidrager til at fremme produktet til andre lande i Amerika og Europa, samt at blive rygtet for at nå så langt som til Asien.

#### Palace of Justice belejringen
Det hævdes, at Escobar støttede stormingen af den colombianske højesteret i 1985, af venstreorienterede guerillaer fra den 19. april , også kendt som M-19. Belejringen, en gengældelsesaktion motiveret af Højesterets studering af Colombias forfatningens udleveringsaftale med USA, resulterede i mordene på halvdelen af dommerne i retten. M-19 blev betalt for at bryde ind i paladset og brænde alle papirer og filer på Los Extraditables, en gruppe kokainsmuglere, der var truet af at blive udleveret til USA af den colombianske regering. Escobar blev opført som en del af Los Extraditables. Rettere sagt hele Medellín Kartellet. Gidsler blev også taget for at forhandle om deres frigivelse og dermed bidrage til at forhindre udlevering af Los Extraditables til USA for deres forbrydelser.

### Escobar på toppen af sin karriere
Medellín-kartellet tjente på toppen af deres karriere, mere end 70 millioner dollars om dagen (ca. 26 milliarder dollars om året). De smuglede 15 tons kokain per dag, der var mere end en halv milliard dollars værd, ind i USA, og brugte derfor over US$ 1.000 om ugen på at købe gummibånd til at pakke stakker af kontanter og lagre det meste i deres lager. Ti procent (10%) af kontanterne måtte afskrives pr. år på grund af "ødelæggelse" der skyldtes at rotter krøb ind og spiste af de sedler, de kunne nå.
På spørgsmålet om essensen i kokainvirksomheden svarede Escobar at "[forretningen er] enkel: Du bestikker nogen her, du bestikker nogen der, og du betaler en venlig bankmand for at hjælpe dig med at få pengene tilbage."  I 1989 estimerede Forbes-magasinet Escobar til at være en af 227 milliardærer i verden med en personlig nettoværdi der nærmede sig 3 milliarder dollar  mens hans Medellín-kartel kontrollerede 80% af det globale kokainmarked. Det er almindeligt antaget, at Escobar var hovedfinansier bag Medellins Atlético Nacional, som vandt Sydamerikas mest prestigefyldte fodboldturnering, Copa Libertadores, i 1989.
Mens han blev betragtet som en fjende af de amerikanske og colombianske regeringer, var Escobar en helt for mange i Medellín (især for de fattige). Han var et naturtalent til PR, og han arbejdede for at skabe goodwill blandt de fattige i Colombia. Som en livslang sportsfan, han blev krediteret med at bygge fodboldbaner og multisportbaner samt sponsorere børns fodboldhold. Escobar var også ansvarlig for opførelsen af huse og fodboldbaner i det vestlige Colombia, hvilket gav ham popularitet blandt de fattige.   Han arbejdede hårdt på at dyrke sit Robin Hood-billede og distribuerede ofte penge gennem boligprojekter og andre civile aktiviteter, hvilket gav ham bemærkelsesværdige popularitet blandt lokalbefolkningen i de byer, som han besøgte. Nogle mennesker fra Medellín hjalp ofte Escobar med at undgå politi-anholdelse ved at tjene som udkigsposter, skjule oplysninger fra myndigheder eller gøre hvad de ellers kunne for at beskytte ham. På højden af hans magt overgik stofhandlerne fra Medellín og andre områder mellem 20% og 35% af deres colombianske kokainrelaterede overskud til Escobar, da han var den, der sendte kokain med succes til USA.
De colombianske kartellers fortsatte kamp for at opretholde overherredømme resulterede i, at Colombia hurtigt blev verdens mordkapital med 25.100 voldelige dødsfald i 1991 og 27.100 i 1992. Denne øgede mordrate blev drevet af Escobars penge til sine lejemordere, som belønning for at dræbe politibetjente, hvoraf over 600 døde som følge heraf.

#### La Catedral fængsel
Efter mordet på Luis Carlos Galán flyttede Cesar Gavirias regering sit fokus mod Escobar og narkotikakartellerne. Til sidst forhandlede regeringen med Escobar og overbeviste ham om at overgive og ophøre med al kriminel aktivitet i bytte for en reduceret straf og bedre behandling under sit fangenskab. Idet han bekendtgjorte afslutningen på en række tidligere voldelige handlinger, der skulle afpresse myndighederne og påvirke den offentlige mening, overgav Escobar sig til de colombianske myndigheder i 1991. Før han overgav sig selv, var udlevering af colombianske statsborgere til USA blevet forbudt ved den nyligt godkendte colombianske forfatning fra 1991. Denne lov var kontroversiel, da der var mistanke om, at Escobar og andre narkobaroner havde påvirket medlemmer af den grundlovgivende forsamling til at vedtage loven. Escobar blev indespærret i det, der blev hans eget luksuriøse private fængsel, La Catedral, som indeholdt en fodboldbane, et stort dukkehus, en bar, en jacuzzi og et vandfald. Historier om Escobars fortsatte kriminelle aktiviteter i fængslet begyndte at dukke op i medierne, hvilket fik regeringen til at forsøge at flytte ham til et mere konventionelt fængsel den 22. juli 1992. Escobars indflydelse gjorde det muligt for ham at opdage planen i forvejen og foretage en vellykket flugt, hvorefter han i resten af sit liv undgik politiet. 

#### Bloque de búsqueda og Los Pepes
Efter Escobars flugt gik USA's Joint Special Operations Command (bestående af medlemmer af DEVGRU (SEAL Team Six) og Delta Force ) og Centra Spike med i jagten på Escobar. De uddannede og rådgav en særlig colombiansk politistyrke, kendt som Bloque de búsqueda, som var blevet oprettet for at lokalisere Escobar. Senere, da konflikten mellem Escobar og regeringerne i USA og Colombia fortsatte, og da antallet af Escobar-fjender voksede, blev en lovløs gruppe kendt som Los Pepes ( Los Perseguidos por Pablo Escobar, "Folk Forfulgt af Pablo Escobar ") dannet. Gruppen blev finansieret af hans rivaler og tidligere medarbejdere, herunder Cali Cartel og højreorienterede paramilitære ledere, ledet af Carlos Castaño, som senere grundlagde Autodefensas Campesinas de Córdoba y Urabá. Los Pepes førte en blodig kampagne, der blev drevet af hævn, hvor mere end 300 af Escobars associerede, hans advokat og slægtninge blev slået ihjel, og en stor del af Medellín-kartellets ejendom blev ødelagt.
Medlemmer af Bloque de búsqueda, og colombianske og amerikanske efterretningsorganer samarbejdede med Los Pepes, eller arbejdede for begge parter samtidig, i deres bestræbelser på at finde Escobar. Denne koordinering blev angiveligt udført primært gennem deling af efterretninger for at tillade Los Pepes at finde Escobar og hans få tilbageværende allierede, men der er rapporter om, at nogle individuelle Bloque de búsqueda-medlemmer deltog direkte i missioner med Los Pepes dødspatruljer. En af lederne af Los Pepes var Diego Murillo Bejarano (også kendt som "Don Berna"), en tidligere Medellín-kartellet associeret som blev en rivaliserende narkobaron, og i sidste ende vist sig som en leder af en af de mest magtfulde fraktioner inden for Autodefensas Unidas de Colombia.

## Personlige liv

### Familie og relationer
I marts 1976 giftede den 26-årige Escobar sig med den 15-årige Maria Victoria Henao. Forholdet blev ikke taget godt imod af familien Henao, der mente, at Escobar ikke var et fint nok parti for deres datter. For at få hinanden valgte parret at flygte. De fik to børn: Juan Pablo (nu Sebastián Marroquín) og Manuela.
I 2007 udgav journalisten Virginia Vallejo erindringsbogen Amando en Pablo, odiando en Escobar (Loving Pablo, Hating Escobar), hvor hun beskriver hendes romantiske forhold til Escobar og sin elskers forbindelser til flere præsidenter, caribiske diktatorer og højt profilerede politikere. Bogen blev filmatiseret i 2017 og fik titlen Loving Pablo. 
Narkotikadistributøren Griselda Blanco skulle angiveligt også have haft et hemmeligt forhold til Escobar.

### Ejendomme
Efter at være blevet velhavende, byggede eller købte Escobar mange boliger og sikre huse, hvor Hacienda Nápoles opnåede betydelig berygtelse. Det luksuriøse hus indeholdt et kolonitidshus, en skulpturpark og en komplet zoo med dyr fra forskellige kontinenter, herunder elefanter, eksotiske fugle, giraffer og flodheste. Escobar havde også planlagt at bygge et citadel i græsk stil i nærheden, og selvom bygningen af citadellet blev startet, blev det aldrig færdigt. 
Escobar ejede også et hjem i USA under eget navn: et 6.500 kvadratmeter, lyserødt havnefrontbeliggende palæ på 5860 North Bay Road i Miami Beach, Florida. En ejendommen med fire værelser, der blev bygget i 1948 på Biscayne Bay, blev beslaglagt af regeringen i 1980'erne. Senere blev ejendommmen købt af Christian de Berdouare, indehaver af Chicken Kitchen fastfoodkæden, som havde købt den i 2014. De Berdouare ansatte senere et dokumentarfilmbesætningsmedlem og professionelle skattejægere til at gennemsøge bygningen før og efter nedrivning, for alt relateret til Escobar eller hans kartel. De fandt usædvanlige huller i gulve og vægge samt et pengeskab, der blev stjålet fra dets hul i marmorgulvet, før det kunne undersøges ordentligt.
Escobar ejede også en stor Caribisk feriebolig på Isla Grande, den største af klyngen på 27 koreløer omfattende Islas del Rosario, der ligger omkring 35 km fra Cartagena. Stedet, der nu er halvt nedrevet og overtaget af vegetation og vilde dyr, havde et palæ, lejligheder, gårde, en stor swimmingpool, en helikopterlandingsplads, forstærkede vinduer, klinkegulve og en stor, ufærdig bygning ved siden af palæet.

## Død
16 måneder efter sin flugt fra La Catedral døde Pablo Escobar i en skududveksling den 2. december 1993, midt i et andet af Escobars forsøg på at udslette Bloque de búsqueda. Et colombiansk elektronisk overvågningshold, ledet af brigadier Hugo Martínez,  brugte radiotrilaterationteknologi til at spore hans radiotelefontransmissioner og fandt ham i Los Olivos, en middelklasse-barrio i Medellín. Da en enhed fra det colombianske nationale politi rykkede nærmere skjulestedet, udbrød en ildkamp med Escobar og hans livvagt, Álvaro de Jesús Agudelo (alias "El Limón"). De to forsøgte at flygte ved at løbe over tagene i tilstødende huse for at nå en baggade, men begge blev skudt og dræbt. Escobar fik skud i benene og torso og et fatalt skud gennem øret.
Det er aldrig blevet bevist, hvem der skød det dræbende skud, eller afgjort, om dette skud blev affyret under ildkampen eller som led i en  henrettelse. Nogle af Escobars slægtninge mener, at han begik selvmord. Hans to brødre, Roberto Escobar og Fernando Sánchez Arellano, tror, han skød sig selv gennem øret. I en erklæring udtalte parret, at Pablo "havde begået selvmord, han blev ikke dræbt. I løbet af de år, de var efter ham, ville han hver dag sige til mig, at hvis han virkelig blev tvunget op i et hjørne uden vej ud, ville han "skyde sig gennem øret".  

## Efterdønningerne af hans død
Kort efter Escobars død og den efterfølgende fragmentering af Medellín-kartellet var kokainmarkedet domineret af den rivaliserende Cali-kartel, indtil midten af 1990'erne, da dens ledere enten blev dræbt eller fanget af den colombianske regering. Robin Hood-imaget, som Escobar havde dyrket, opretholdt en varig indflydelse i Medellín. Især mange af byens fattige, som Escobar havde hjulpet, mens han levede, sørgede over hans død, og over 25.000 mennesker deltog i narkobaronens begravelse. Nogle betragter ham som en helgen og beder til ham for at modtage guddommelig hjælp.

### Virginia Vallejos vidnesbyrd
Den 4. juli 2006 tilbød Virginia Vallejo, tv-værtinden, der havde været Escobars elsker fra 1983 til 1987, den colombianske advokat Mario Iguarán at vidne i retssagen mod den tidligere senator Alberto Santofimio, der stod anklaget for at være medsammensvoren i 1989-mordet på præsidentkandidat Luis Carlos Galán. Iguarán erkendte, at selv om Vallejo havde kontaktet hans kontor den 4. juli, havde dommeren besluttet at afslutte retssagen den 9. juli flere uger før den forventede slutdato. Henvendelsen blev anset som for sen. 
Den 18. juli 2006 blev Vallejo fløjet til USA på en særlig flyvning af Drug Enforcement Administration (DEA) af sikkerhedsmæssige grunde på grund af hendes samarbejde i højprofilerede straffesager. Den 24. juli blev en video, hvor Vallejo anklagede Santofimio for at bede Escobar om at eliminere præsidentkandidat Galán, sendt af RCN Television i Colombia. Videoen blev set af 14 millioner mennesker og var medvirkende til, at man valgte at genåbne sagen om Galáns mord. Den 31. august 2011 blev Santofimio idømt 24 års fængsel for sin rolle i forbrydelsen.

#### Rolle i Retfærdighedspaladsets belejring
Blandt Escobars biografer har kun Vallejo givet en detaljeret redegørelse for hans rolle i belejringen af Retfærdighedspaladset i 1985. Journalisten udtalte, at Escobar havde finansieret operationen, som blev udført af M-19; men hun beskyldte hæren for drabene på mere end 100 mennesker, herunder 11 højesteretsmagistrater, M-19-medlemmer og cafeteriemedarbejdere. Hendes udsagn førte til genåbning af sagen i 2008; Vallejo blev bedt om at vidne, og mange af de hændelser, hun havde beskrevet i sin bog og vidnesbyrd, blev bekræftet af Colombias sandhedskommission. Disse begivenheder førte til yderligere undersøgelse af belejringen, der resulterede i domfældelsen af en højtstående tidligere oberst og en tidligere general, der senere blev idømt henholdsvis 30 og 35 år i fængsel, for den "tvungne forsvinden" af de tilbageholdte efter belejringen. Vallejo ville efterfølgende vidne om Galans mord.  I sin bog, Amando en Pablo, odiando en Escobar (Loving Pablo, hating Escobar), havde hun beskyldt flere politikere, herunder de colombianske præsidenter Alfonso López Michelsen, Ernesto Samper og Álvaro Uribe for at have forbindelser til narkokarteller. På grund af trusler og hendes samarbejde i disse sager,ø gav USA den 3. juni 2010 politisk asyl til den colombianske journalist.

### Slægtninge
Escobars enke (María Henao, nu María Isabel Santos Caballero), søn (Juan Pablo, nu Juan Sebastián Marroquín Santos ) og datter (Manuela) flygtede fra Colombia i 1995 efter ikke at have fundet et land, der ville give dem asyl. Trods Escobars serielle utroskab vedblev Maria at støtte sin mand, som hun opfordrede til at afstå fra vold. Medlemmer af Cali Cartel afspillede deres optagelser af hendes samtaler med Pablo for deres koner for at demonstrere, hvordan en kvinde skulle opføre sig.  Denne holdning viste sig at være årsagen til, at kartellet ikke dræbte hende og hendes børn efter Pablos død, selvom gruppen krævede (og modtog) millioner af dollars som erstatning for Escobars krig mod dem. Henao havde endda succesfulde forhandlinger om sin søns liv ved at garantere personligt, at han ikke ville søge hævn over kartellet eller deltage i narkotikahandel.
Efter at være flygtet først til Mozambique og siden til Brasilien slog familien sig ned i Argentina. Mens hun levede under et nyt navn, blev Henao en succesfuld ejendomsentreprenør, indtil en af hendes forretningsforbindelser opdagede hendes sande identitet, og hun valgte at flygte med de penge, hun havde tjent. Lokale medier blev advaret, og efter at være afsløret som Escobars enke, blev Henao fængslet i 18 måneder, mens hendes økonomiske forhold blev undersøgt. I sidste instans kunne myndighederne ikke knytte hendes midler til ulovlig aktivitet, og hun blev løsladt. Ifølge hendes søn blev Henao forelsket i Escobar "på grund af hans frække smil [og] den måde, han så på [hende]. Han var kærlig og sød. En vidunderlig elsker. Jeg blev forelsket i hans ønske om at hjælpe folk og hans medfølelse for deres trængsler. Vi ville køre til steder, hvor han drømte om at bygge skoler for de fattige. Fra begyndelsen var han altid en gentleman." María Victoria Henao de Escobar, med sin nye identitet som María Isabel Santos Caballero, fortsætter med at bo i Buenos Aires med sin søn og datter. Den 5. juni 2018 beskyldte den argentinske forbundsdommer Nestor Barral hende og hans søn Sebastián Marroquín Santos for hvidvaskning af penge med to colombianske narkotikasmuglere. Dommeren beordrede beslaglæggelsen af aktiver for omkring 1 million dollars hver. 
Den argentinske filmskaber Nicolas Entels dokumentariske Min faders synder (2009) beskriver Marroquins bestræbelser på at søge tilgivelse på vegne af sin far fra sønnerne til Rodrigo Lara, Colombias justitsminister, der blev myrdet i 1984 samt fra Luis Carlos Galán sønner, præsidentkandidaten, der blev myrdet i 1989. Filmen blev vist på Sundance Film Festival 2010 og havde samme år premiere i USA på HBO. I 2014 offentliggjorde Marroquín Pablo Escobar, Min Far under hans fødselsnavn. Bogen giver førstehåndsindsigt i detaljer om hans fars liv og beskriver den grundlæggende nedbrydende virkning af hans død på familien. Marroquín havde til formål at udgive bogen i håb om at løse eventuelle unøjagtigheder vedrørende hans fars udflugter i 1990'erne.
Escobars søster, Luz Maria Escobar, lavede også flere forsøg på at gøre afbigt for narkotikabaronens forbrydelser. De  omfatter offentlige erklæringer i pressen, breve efterladt på hans ofres grave, og  et offentligt mindesmærke for hans ofre, rejst på 20-årsdagen for hans død. Escobars krop blev  den 28. oktober 2006 gravet op på anmodning fra nogle af hans slægtninge for at tage en DNA-prøve for at bekræfte faderskabet til et barn, og fjerne enhver tvivl om kroppens identitet. En video af opgravningen blev udsendt af RCN, hvilket gjorde Marroquín vred, og han anklagede sin onkel, Roberto Escobar, og fætter, Nicolas Escobar, for at være "dødens købmænd" ved at tillade at videoen blev sendt.

### Hacienda Nápoles
Efter Escobars død blev ranchen, de zoologiske have og citadellet i Hacienda Nápoles givet af regeringen til lavindkomstfamilier under en lov kaldet Extinción de Dominio (Domain Extinction). Ejendommen er omdannet til en forlystelsespark omgivet af fire luksushoteller med udsigt over den zoologisk have.

### Escobar Inc
I 2014 grundlagde Roberto Escobar Escobar Inc med Olof K. Gustafsson og registrerede efterfølger-rettigheder for sin bror Pablo Escobar i Californien, USA. 

### Flodheste
Escobar holdt fire flodheste i en privat menagerie på Hacienda Nápoles. De blev anset for vanskelige at beslaglægge og flytte efter Escobars død og blev derfor efterladt  på det ubeboede gods. I 2007 havde dyrene formeret sig til 16 og var begyndt at strejfe omkring i området for at finde mad i den nærliggende Magdalena-flod. I 2009 flygtede to voksne og en kalv af besætningen, og efter at have angrebet mennesker og dræbt kvæg blev en af de voksne (kaldet "Pepe") dræbt af jægere med tilladelse fra de lokale myndigheder. Fra begyndelsen af 2014 er 40 flodheste blevet rapporteret til at leve i Puerto Triunfo, Antioquia fra de oprindelige fire tilhørende Escobar. Uden styring vil antallet sandsynligvis mere end fordoble i det næste årti.
National Geographic Channel producerede en dokumentarfilm om dem med titlen Cocaine Hippos. En rapport, der blev offentliggjort i et Yale-studentermagasin, bemærkede, at lokale miljøforkæmpere laver kampagner for at beskytte dyrene, selv om der ikke er nogen klar plan for, hvad der vil ske med dem. I 2018 offentliggjorde National Geographic en anden artikel om flodhestene, der fandt uenighed blandt miljøforkæmpere om, hvorvidt de havde en positiv eller negativ indvirkning, men at bevaringsfolk og lokalbefolkningen - især i turistsektoren - hovedsagelig støttede deres fortsatte tilstedeværelse.

### Nedrivning af lejlighed
Den 22. februar 2019 nedrev myndighederne i Medellín det 6-etagers store lejlighedskompleks Edificio Mónaco i kvarteret El Poblado . Her planlagde Escobar, ifølge den pensionerede colombianske general Rosso José Serrano, nogle af sine mest frække angreb. Bygningen blev oprindeligt bygget til Escobars kone, men blev ødelagt Cali Cartel-bilbombe i 1988 og havde siden været ubeboet men var blevet en attraktion for udenlandske turister, der søgte Escobars fysiske arv. Borgmester Federico Gutierrez havde presset på for at rive bygningen ned og opbygge en park til ære for de tusindvis af kartelofre, herunder fire præsidentkandidater og ca. 500 politibetjente. Den colombianske præsident Ivan Duque sagde at nedrivningen betyder, at "historien ikke skal skrives på gerningsmændene præmisser, men ved at anerkende ofrene," og håbede at nedrivningen ville fremhæve, at byen havde udviklet sig betydeligt og havde mere at tilbyde end arven efterladt af kartellerne.